# Dakota Goyo
Dakota Avery Goyo (Toronto, 22 augustus 1999) is een Canadees acteur. Hij is bekend voor zijn rollen als Max Kenton in de film Real Steel en Jesse Barrett in de film Dark Skies. Ook heeft hij de stem van Jamie in de DreamWorks Animatie film Rise of the Guardians ingesproken.

## Biografie
Goyo is geboren in Toronto, Ontario, Canada als zoon van Debra, een voormalig model en zangeres die ook zijn manager is en David Goyo. Hij heeft twee broers.

## Carrière
Goyo verscheen als baby in zijn eerste reclamefilmpje, waarna hij diverse rollen in televisie- en tekenfilmseries kreeg. Zo heeft hij meegedaan aan Disney's JoJo's Circus in 2005, Ultra in 2006, Super Why! in 2008, Murdoch Mysteries in 2008, The Listener in 2009, My Neighbor's Secret in 2009, Happy Town in 2010 en een terugkerende rol als Timmy Tibble in de kinderserie Arthur in 2010. Goyo speelde ook de hoofdrol in de ABC pilot Solving Charlie in 2009, waarin hij Charlie, an verweesd kind met een IQ van 190 speelt die zijn lang verloren broer, een beginnend detective, helpt met het oplossen van misdaden. Goyo speelde Teddy, de son van Josh Hartnett's rol in de film Resurrecting the Champ uit 2007. Goyo speelde ook Timmy, de kleinzoon van Susan Sarandon's rol, in film Emotional Arithmetic uit 2007. Eind september 2010, was Goyo klaar met de opnames van Real Steel waarin hij Max Kenton, de vervreemde zoon van Charlie Kenton (Hugh Jackman) speelde. Op 11-jarige leeftijd werd Goyo gecast als Jamie in de DreamWorks Animation film Rise of the Guardians (2012). Ook was hij te zien in de film Dark Skies uit 2013 en in de film Thor (2011) als de jonge Thor.

## Filmografie
| Jaar | Titel                          | Rol                  | Opmerking |
| ---- | ------------------------------ | -------------------- | --- |
| 2005 | JoJo's Circus                  | Little Blue (stem)   | Televisieserie, aflevering "The Thanksgiving Parade" |
| 2006 | Ultra                          | Brett                | Televisiefilm |
| 2007 | Resurrecting the Champ         | Teddy Kernan         | Genomineerd -Best Performance in a Feature Film – Young Actor Age Ten or Younger                                                                                              |
| 2007 | Emotional Arithmetic           | Timmy Winters        | |
| 2008 | Super Why!                     | Little Boy (stem)    | Televisieserie, aflevering "Twas the Night Before Christmas" |
| 2009 | Solving Charlie                | Charlie Hudson II    | Televisiefilm |
| 2009 | The Listener                   | Nicki                | Televisieserie, aflevering "I'm an Adult" |
| 2009 | Murdoch Mysteries              | Alwyn Jones          | Televisieserie，3 afleveringen van seizoen 2 |
| 2009 | Defendor                       | Jack Carter (9 jaar) | |
| 2009 | My Neighbor's Secret           | Austin Hest          | Televisiefilm |
| 2010 | Happy Town                     | Young Tommy Conroy   | Televisieserie, aflevering "Questions and Antlers"， |
| 2010 | Arthur                         | Timmy Tibble (stem)  | Televisieserie 4 afleveringen van seizoen 14 |
| 2011 | Real Steel                     | Max Kenton           | Gewonnen: Best Performance in a Feature Film – Leading Young Actor Genomineerd: Best Performance by a Younger Actor                                                           |
| 2011 | Thor                           | Young Thor           | |
| 2011 | R.L. Stine's The Haunting Hour | Josh                 | Televisieserie, aflevering "Flight" Genomineerd: Outstanding Performer in a Children's Series Genomineerd: Best Performance in a TV Series – Guest Starring Young Actor 11–13 |
| 2012 | Rise of the Guardians          | Jamie Bennett (stem) | |
| 2013 | Dark Skies                     | Jesse Barrett        | |
| 2014 | Midnight Sun                   | Luke                 | |
| 2014 | Noah                           | Young Noah           | |

## Prijzen en nominaties
| Prijs               | Jaar | Categorie                                                           | Resultaat   | Titel                          |
| ------------------- | ---- | ------------------------------------------------------------------- | ----------- | ------------------------------ |
| Young Artist Award  | 2008 | Best Performance in a Feature Film – Young Actor Age Ten or Younger | Genomineerd | Resurrecting the Champ         |
| Young Artist Award  | 2012 | Best Performance in a Feature Film – Leading Young Actor            | Gewonnen    | Real Steel                     |
| Young Artist Award  | 2012 | Best Performance in a TV Series – Guest Starring Young Actor 11–13  | Genomineerd | R.L. Stine's The Haunting Hour |
| Saturn Awards       | 2012 | Best Performance by a Younger Actor                                 | Genomineerd | Real Steel                     |
| Daytime Emmy Awards | 2012 | Outstanding Performer in a Children's Series                        | Genomineerd | R.L. Stine's The Haunting Hour |